# Балластная призма
Балластная призма — элемент верхнего строения пути из балласта, укладываемого на земляное полотно для стабилизации рельсо-шпальной решётки при воздействии динамических нагрузок от подвижного состава.

## Устройство
Конструкция балластной призмы может быть:
- однослойная — сооружается из песка, галечно-гравийно-песчаной смеси или из асбестового балласта;
- двухслойная — состоит из песчаной или песчано-гравийной подушки, на которую укладывается щебёночный балласт;
- трёхслойная — асбестовый балласт поверх щебёночной призмы на песчаной подушке.

Однослойная балластная призма используется на станционных путях и путях с малой грузонапряжённостью, двухслойная — на линиях любой грузонапряжённости, трёхслойная — на линиях с большой грузонапряжённостью и на сильно засоряемых участках. Песчаная подушка позволяет экономить более дорогие балластные материалы, предотвращает засорение щебня грунтом земляного полотна, предохраняет грунт от разжижения и от пересыхания и растрескивания. При сооружении земляного полотна из скальных, крупноблочных и песчаных грунтов песчаная подушка не требуется.
Уклон откосов призмы должен быть не круче 1:1,5, а песчаной подушки 1:2. При укладке щебёночного балласта предусматривается запас на его осадку при уплотнении на 15—20  %, а асбестового балласта на 25—35 %. Поверхность балластной призмы на прямых участках планируют горизонтальной, а в кривых — в соответствии с возвышением наружного рельса.
Между поверхностью балластного слоя и подошвой рельсов оставляется зазор 30 мм, который необходим:
- для обеспечения нормальной работы рельсовых цепей;
- для предотвращения выхода рельсов из реборд подкладок в результате напрессовки льда и снега под подошвой, а также пучения в шпальных ящиках;
- для удобства выправки положения рельсов по высоте с помощью регулировочных прокладок в узлах скреплений.

## Эксплуатация
В процессе эксплуатации балластная призма загрязняется по следующим причинам:
- в результате истирания материала балласта в процессе работы под поездной нагрузкой и при уплотнении пути подбивкой;
- в результате засорения и загрязнения частицами перевозимых грузов и пылью, приносимой ветром и водой.

Для щебёночного балласта засорителями считаются фракции 0,1—25 мм, а загрязнителями — фракции менее 0,1 мм. Засорители и загрязнители постепенно заполняют поровое пространство, в результате чего снижается несущая способность и сопротивляемость сдвигу балластной призмы, вызывая расстройство пути. Легкоподвижные, мелкосыпучие материалы (угольная и рудная пыль, металлические опилки тормозных колодок) загрязняют балластную призму до нижних слоёв, более крупные и менее сыпучие частицы заполняют поры верхних слоёв (до 100 мм ниже подошвы шпал).
Сроки и глубина очистки балласта планируется исходя из фактической загрязнённости, определяемой взятием проб. В качестве второго основного критерия назначения ремонта пути принимают количество шпал с выплесками на 1 км, которые не устранены при текущем содержании пути.